# 鈴鹿警察署
鈴鹿警察署（すずかけいさつしょ）は、三重県警察が管轄する警察署の一つである。

## 所在地
- 三重県鈴鹿市江島町3446

## 管轄区域
- 鈴鹿市

## 沿革
- 1879年（明治12年） - 津警察署白子分署を奄芸郡白子町に設置[1]。
- 1880年（明治13年） - 白子分署神戸交番所を設置[2]。
- 1882年（明治15年） - 白子分署が白子警察署に昇格[1]。
- 1886年（明治19年） - 白子警察署神戸交番所が神戸警察署になり[2]、白子警察署は神戸警察署白子巡査派出所に変更[1]。
- 1948年（昭和23年）3月 - 警察法施行により、国家地方警察鈴鹿地区警察署、芸濃地区警察署と自治体警察の鈴鹿市警察署が発足。
- 1954年（昭和29年）7月 - 鈴鹿地区警察署と鈴鹿市警察署を廃止、三重県鈴鹿警察署が発足。
- 2003年（平成15年）1月 - 神戸3丁目から現在の江島町に本署を移転。
- 2004年（平成16年）4月 - 平田交番を算所3丁目から現在の算所2丁目に移転。
- 2005年（平成17年）4月 - 老朽化のため神戸交番を鈴鹿市駅前から旧鈴鹿警察署跡地に移転し、受け持ち区域を神戸地区と一ノ宮地区に変更する。同時に、一ノ宮駐在所は神戸交番に統合されて廃止。
- 2006年（平成18年）4月 - 稲生・徳居・磯山の各警察官駐在所を統合廃止し、稲生警察官駐在所を鈴鹿南部交番と名称変更し交番に格上げした。受持区域については、前記した各警察官駐在所の管内及び旭が丘交番管内だった鈴鹿市野町が編入される。同時に、箕田・長太の各警察官駐在所も廃止し、管轄区域は若松警察官駐在所に編入される。加えて、白子交番を近鉄白子駅東口から、西口に移転する。
- 2012年（平成24年）11月26日午後9時35分頃、故意に乗用車を突っ込まれ神戸交番が破壊。被疑者を現行犯逮捕。当時、交番の警察官は巡回中で不在であったが、通りかかった非番の警察官が鈴鹿警察署に通報した。交番機能をほぼ全壊され、損害見積額は930万3千円とされている。そのため、神戸交番は一旦閉鎖されたが、翌2013年（平成25年）4月に復旧・再開しているのを確認した。

## 組織
- 会計課
  - 会計係
- 警務課
  - 警務係
  - 安全相談・被害者支援係
- 留置管理課
  - 留置管理係
- 生活安全課
  - 生活安全係
  - 少年係
  - 捜査係
- 地域課
  - 企画指導係
  - 事件指導・教養係
  - 地域係
  - 通信指令係
- 刑事第一課
  - 捜査庶務係
  - 強行盗犯係
  - 鑑識係
- 刑事第二課
  - 知能犯係
  - 組織犯罪対策係
- 交通第一課
  - 交通総務係
  - 交通規制係
- 交通第二課
  - 捜査庶務係
  - 交通指導係
  - 交通捜査係
- 警備課
  - 警備第一係
  - 警備第二係

他に、署庁舎内に交通機動隊の分駐所等がある。

## 交番
| 交番     | 自治体 | 所在地   |
| -------- | ------ | -------- |
| 神戸     | 鈴鹿市 | 神戸     |
| 平田     | 鈴鹿市 | 算所     |
| 旭が丘   | 鈴鹿市 | 東旭が丘 |
| 白子     | 鈴鹿市 | 白子駅前 |
| 鈴鹿南部 | 鈴鹿市 | 五祝     |

## 警察官駐在所
| 警察官駐在所 | 自治体 | 所在地     |
| ------------ | ------ | ---------- |
| 若松         | 鈴鹿市 | 若松北     |
| 庄野         | 鈴鹿市 | 汲川原町   |
| 石薬師       | 鈴鹿市 | 石薬師町   |
| 加佐登       | 鈴鹿市 | 加佐登     |
| 椿           | 鈴鹿市 | 山本町     |
| 久間田       | 鈴鹿市 | 下大久保町 |
| 庄内         | 鈴鹿市 | 東庄内町   |
| 伊船         | 鈴鹿市 | 伊船町     |